# Lendiens

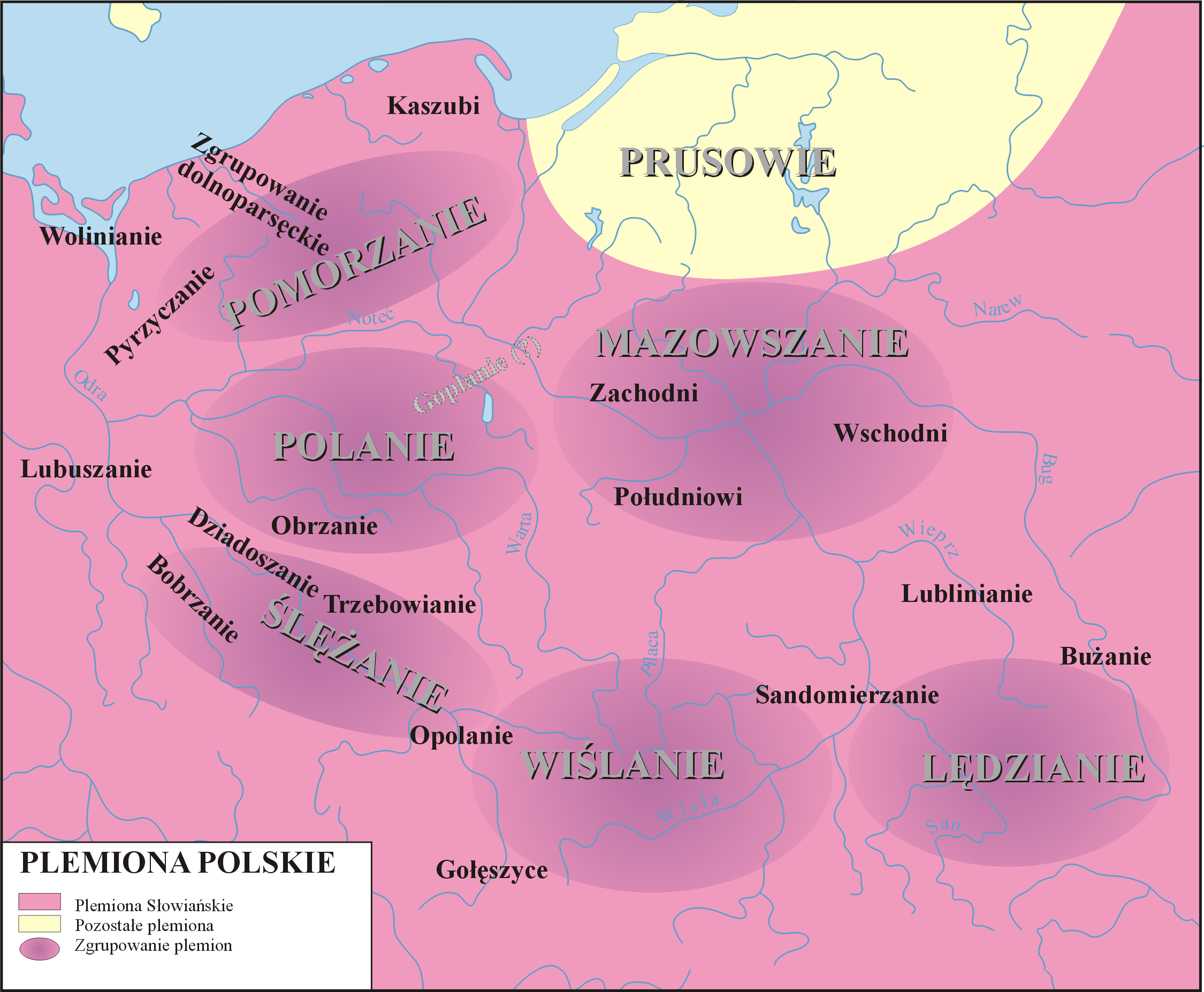
Carte montrant une localisation approximative des tribus polonaises selon l'historiographie polonaise — Les Lendiens (Lędzianie) se trouvent au sud-est.

Les Lendiens (en polonais : Lędzianie) sont une tribu léchitique qui vivait dans les régions de la Petite-Pologne orientale et des villes tchervènes entre le VIIe et XIe siècles. Ayant été documentés principalement par des auteurs étrangers dont la connaissance de la géographie de l'Europe centrale et de l'Est était souvent vague, ils sont connus sous des noms différents, parmi lesquels Lendzanenoi, Lendzaninoi, Lz'njn, Lachy, Lyakhs, Landzaneh, Lendizi, Licicaviki et Litziki.

## Nom
Le nom « Lędzianie » (*lęd-jan-inъ) dérive du mot proto-slave et ancien polonais « lęda », qui signifie « champ »,. En polonais moderne, le mot « ląd » signifie « terre ». Le nom de la tribu des Lendiens vient de sa pratique de l'agriculture sur brûlis, qui consistait à couper et à brûler des forêts ou des bois pour créer des champs. En conséquence, dans ce sens, les Lendiens étaient des agriculteurs qui brûlaient les forêts, ou des « habitants des champs ». Plusieurs nations européennes tirent leur ethnonyme des Polonais, et donc de la Pologne, du nom des Lendiens : les Lituaniens (lenkai, Lenkija) et les Hongrois (Lengyelország),.
L'historien Gerard Labuda note que les Rus' note que vers les XIe et XIIe siècles, les Rus' commencé à appliquer le nom de la tribu à l'ensemble de la population du « royaume des Piast » (la Pologne médiévale) en raison de leur langue commune.

## Sources
Dans l'historiographie latine, le Géographe bavarois (généralement daté du milieu du XIe siècle) atteste que Lendizi habent civitates XCVIII, c'est-à-dire que les « Lendizi » avaient 98 gords, ou villes. Les Lendiens sont mentionnés, entre autres, par De administrando imperio (c. 959, comme Λενζανηνοί), par Josippon (c. 953, comme Lz'njn), par la Chronique primaire (c. 981, comme ляхи), par Ali al-Masudi (c. 940, comme Landzaneh).
Ils sont également identifiés aux Licicaviki à partir de la chronique du Xe siècle Res gestae saxonicae sive annalium libri tres (en) de Widukind de Corvey, qui a enregistré que Mieszko Ier de Pologne (960-992) régnait sur la tribu des Sclavi. Le même nom est également considéré comme lié à la tradition orale de Michel de Zahumlje (en) de DAI selon laquelle sa famille est originaire des habitants non baptisés de la Vistule appelés Litziki,,,,,, et le récit de Thomas l'Archidiacre (en) dans son Historia Salonitana (XIIIe siècle), dans laquelle il rapporte que sept ou huit tribus de nobles, qu'il appelait Lingons, arrivèrent de Pologne et s'installèrent en Croatie sous la direction de Totila,,,.

## Histoire

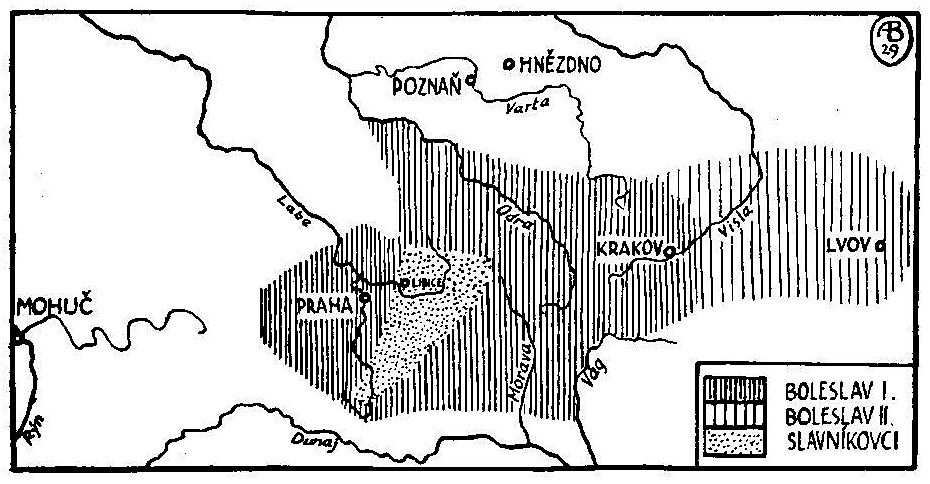
Les villes tchervènes faisaient partie des terres de Bohême sous le règne de Boleslas II, duc de Bohême (967/972–999).

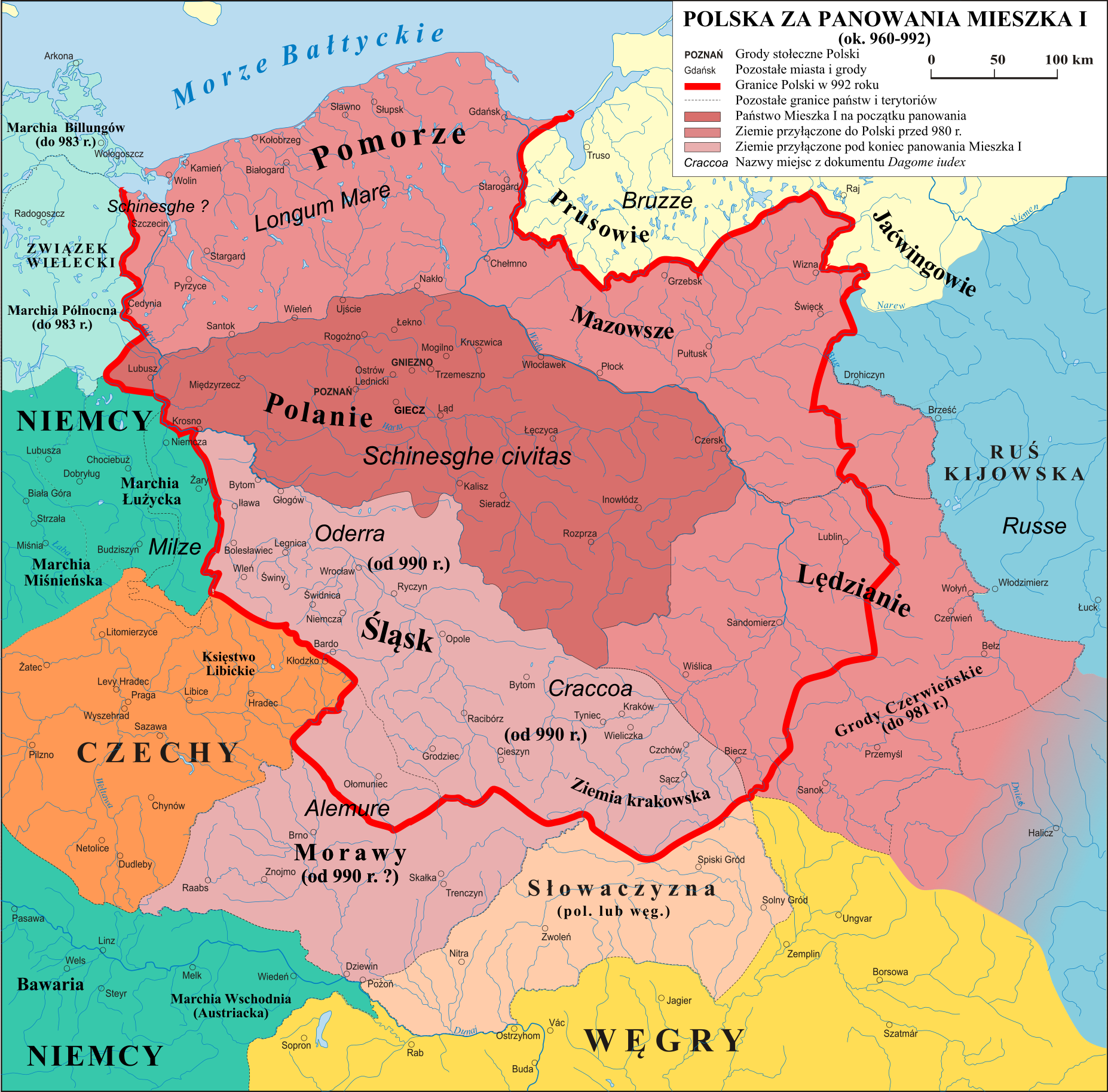
Les villes tchervènes, en partie habitées par les Lendiens, faisaient partie de la Pologne sous le règne de Mieszko Ier jusqu'en 981 après JC, selon l'historiographie polonaise.

Les Slaves occidentaux (Lendiens et Vistuliens) se sont installés dans la région de l'actuelle Pologne du sud-est au début du VIe siècle. Vers 833, la région habitée par les Lendiens fut incorporée à l'État de Grande-Moravie. Lors de l'invasion des tribus hongroises au cœur de l'Europe centrale vers 899, les Lendiens se soumirent à leur autorité. Dans la première moitié du Xe siècle, aux côtés des Krivitches et d'autres peuples slaves, ils payèrent tribut à Igor Ier de Kiev.
À partir du milieu des années 950, les Lendiens étaient politiquement ancrés dans la sphère d'influence de la Bohême. Cosmas de Prague raconte que le territoire de Cracovie fut contrôlé par les Přemyslides de Bohême jusqu'en 999. Son rapport est étayé par la charte de fondation de l'archidiocèse de Prague (1086), qui trace la frontière orientale de l'archidiocèse, telle qu'établie en 973, le long des rivières Bug et Styr (ou Stryi),. Abraham ben Jacob, qui a voyagé en Europe de l'Est en 965, note que Boleslas II de Bohême gouvernait le pays « s'étendant de la ville de Prague à la ville de Cracovie ».
Dans les années 970, on suppose que Mieszko Ier de Pologne a pris le contrôle de la région : la Chronique des temps passés le déduit lorsqu'elle rapporte que Volodymyr le Grand a conquis les villes tchervènes sur les « Lyakhs » (Polonais) en 981 : « Volodymyr marcha sur les Lyakhs et prit leurs villes : Peremychl (Przemyśl), Tcherven (Czermno) et d'autres villes ». L'historien Leontii Voitovytch (en) spécule que si les terres étaient sous le contrôle du duché de Pologne, la conquête de la Rus' de Kiev aurait été un appel ouvert à la guerre entre les principautés ; mais, une telle chose ne s'étant pas produite, cela signifierait que les terres tchervènes et leur population n'étaient pas polonaises, mais constituaient une union politico-tribale indépendante avec une certaine vassalité envers la Bohêmer.
La région retomba sous l'influence polonaise en 1018, lorsque Boleslas Ier de Pologne prit les villes tchervènes lors de sa marche sur Kiev. Iaroslav Ier, le Grand Prince de Rus', reconquit la région frontalière en 1031. Vers 1069, la région revint à la Pologne, après que Boleslas II le Généreux reprit la région et la ville de Przemyśl, en faisant sa résidence temporaire. Puis en 1085, la région devint une principauté soumise à la Rus', et restera partie de son État successeur, la principauté de Galicie-Volhynie, jusqu'en 1340, date à laquelle elle a été à nouveau reprise par le Royaume de Pologne sous Casimir III le Grand. On suppose que la plupart des Lendiens ont été assimilés par les Slaves orientaux, une petite partie restant liée aux Slaves de l'Ouest et à la Pologne. Les facteurs les plus importants contribuant à leur sort furent la similitude linguistique et ethnique, l'influence de la Rus' de Kiev et du christianisme orthodoxe, les déportations vers l'Ukraine centrale par Iaroslav le Sage après 1031, et la colonisation de leurs terres par les Ruthènes fuyant vers l'ouest pendant les assauts mongols sur la Ruthénie sous le règne de Daniel de Galicie.

## Territoire
Constantin VII rapporte qu'en 944 les Lendiens étaient tributaires de la Rus' de Kiev et que leurs monoxyles naviguèrent sous le commandement du prince Wlodzislav en aval jusqu'à Kiev pour prendre part aux expéditions navales contre Byzance. Cela peut être interprété comme une indication que les Lendiens avaient accès à certaines voies navigables menant au Dniepr, par exemple la rivière Styr. Selon Nestor le Chroniqueur et sa Chronique des temps passés, les Lendiens (Lyakhs) habitaient les villes tchervènes, lorsqu'en 981 elles furent conquises par Vladimir le Grand. Sur la base du rapport de Constantin et de Nestor, Gérard Labuda conclut que les Lendiens occupaient la zone entre les fleuves Bug supérieur, Styr et Dniestr supérieur à l'est et la rivière Wisłoka (en) à l'ouest. Cela indiquerait que leur territoire était traversé par une route importante reliant Prague, Cracovie, Kiev et les Khazars,.
Les historiens polonais Wojciech Kętrzyński, Stefan Maria Kuczyński, Janusz Kotlarczyk et Jerzy Nalepa, entre autres, situent généralement les Lendiens entre le cours du Haut San et celui du Haut Dniestr. Krzysztof Fokt avance quant à lui que les Lendiens habitaient toute l'Ukraine occidentale (une opinion partiellement partagé par D. E. Alimov), ce qui déplacerait les Croates blancs beaucoup plus à l'est, vers les Viatitches.
L'historien Henryk Łowmiański (en) soutient que les Lendiens vivaient entre Sandomierz et Lublin, avec les Vislanes et des groupes tribaux de Croates blancs,. Leontii Voitovytch avance quant à lui que les Lendiens vivaient à l'est des Vislanes et au sud des Masoviens, plus précisément dans la région située entre Sandomierz et Lublin,. Janusz Kotlarczyk considérait que la Ruthénie rouge s'étendait sur un vaste territoire situé entre les Carpates et Przemyśl au sud (un territoire habité par des Croates blancs) et la Volhynie au nord (en partie habitée par des Lendiens). L'historien Aleksandre Nazarenko (en) considère que l'incertitude des descriptions existantes du Xe siècle de la région du Dniestr supérieur et du fleuve Boug rend plausible l'idée que les Lendiens, les Croates blancs et probablement d'autres peuples partageaient ce vaste territoire le long de la frontière de l'Ukraine et de la Pologne actuelles.
Selon Mykhaïlo Kouchynko, les sources archéologiques concluent que la région de Ciscarpathie, dans l'ouest de l'Ukraine, n'était pas peuplée par des Lendiens slaves occidentaux, mais par des Croates slaves orientaux, tandis que les éléments de la culture matérielle des premiers sites médiévaux le long de la rivière San, dans l'actuelle voïvodie des Basses-Carpates, dans le sud-est de la Pologne, montrent qu'ils appartenaient à culture ethno-tribale slave orientale. Les sites médiévaux du début du Moyen Âge près du Col de Dukla et des villages de Trzcinica et de Przeczyca indiquent que la tradition matérielle slave occidentale n'a commencé qu'à la rivière Wisłoka, affluent droit de la Haute Vistule.